# Уфимские литературные объединения
Уфимские литературные объединения — литературные объединения города Уфы, а также неформальные клубы литераторов, вокруг некоторых уфимских издательств, литературно-художественных журналов и газет, разрабатывающие тему Уфы в своём творчестве. В подавляющем большинстве возникли в постсоветский период. Объединяют русскоязычных (как правило) авторов, проживающих в городе Уфе, либо так или иначе культурно и организационно связанных с Уфой (авторы из других городских и сельских поселений Башкортостана — Нефтекамска, Белорецка, Стерлитамака и т. д.).

## Предыстория
На материале уфимских впечатлений построена значимая для русской литературы второй половины XIX века книга С. Т. Аксакова «Детские годы Багрова-внука» (1858). По мнению английской писательницы XX века Вирджинии Вулф, экзальтированность, острая впечатлительность главного героя Аксакова во многом предвосхищает психологические особенности персонажей Достоевского. Новая попытка уфимских авторов обозначить себя в общероссийском литературном пространстве приходится на период перестройки (1985—1989). Студенческий поэтический клуб Башкирского государственного университета (ныне Уфимский университет науки и технологий) «Тропинка» в 80-х — 90-х годах XX века. Последние поэты и писатели советской эпохи в Уфе. Чванов М. А. («Вера из бухты Сомнения»). Литературное объединение при газете «Ленинец».

## История
В 1993 году в «Белом листе», литературном приложении к газете «Волга-Урал», был опубликован отрывок из романа Айдара Хусаинова «Башкирский девственник», написанный в традициях постмодернизма. В 1994 году роман вышел отдельным изданием в Москве. Критик Александр Касымов в газете «Вечерняя Уфа» опубликовал рецензию на дебютные книги Хусаинова под названием «Ближнее ОЭ». Первый рассказ Игоря Фролова «Перед снегом» был напечатан в 1996 году в газете «Вечерняя Уфа». Юрий Горюхин регулярно публиковался с 1998 года, Игорь Савельев с 1999. Дальше, с небольшим отрывом, следуют Светлана Чураева и Вадим Богданов («Если бы судьбой была я», роман) — 2000 год. В № 12 номере «Бельских просторов» за 2004 год были обнародованы рассказы Рустама Нуриева («Снега Сенегала», «Уфимский трамвай») и Евгения Рахимкулова «Летучий голландец». В 1997 году уфимский бард Сергей Круль опубликовал книгу «Мой отец — художник Леонид Круль».

## Оценки творчества уфимских авторов
Термин «уфимская литература» прозвучал в интервью директора издательства «Вагант» Салавата Вахитова корреспонденту еженедельной газеты «Уфимские ведомости».. В 2009 году в журнале «Знамя» в разделе «Незнакомые альманахи» вышла рецензия критика Льва Оборина на два концептуальных сборника уфимских авторов. Автор употребляет термин «уфимская литература», разъясняет понятие уфацентризма, которое есть новое течение, «на интересе, внимании и любви к родному городу». Целиком понятию уфацентризма посвящена статья уфимского поэта и публициста Александра Залесова «Идеи для города, или Очертания уфацентризма». В форме своеобразного манифеста Залесов выдвигает идею уникальности Уфы среди городов России, обосновывает её претензии на звание географической, пространственно-метафизической, культурно-исторической столицы. Развивая свою концепцию, автор предлагает другим городам и весям последовать примеру Уфы. 18 декабря 2010 года на базе Башкирского государственного педагогического университета (БГПУ) прошла конференция «Уфимская литература. Итоги десятилетия». По мнению литературного куратора Журнального зала Сергея Костырко, одной из возможных причин того, что рассказы уфимских литераторов стали регулярно выходить в короткие листы престижных наград, стал известный местный патриотизм их создателей. Так, для решения своих собственных художественных задач, прозаик Артур Кудашев создаёт свой миф Уфы. Направления повествований рассказа писателя Игоря Фролова «Наша маленькая скрипка» — в значимой мере определяются городом Уфой, как местодействием. Уфимский библиограф и критик Пётр Фёдоров оценил повесть Сергея Круля «Девушка в синем» как «…своеобразную икону трагическому поколению уфимцев, унесённых ветром революции не только из нашего города, но и, к ещё большему сожалению, из нашей совеременной культуры». В существе своеобразной описи закреплённых за Уфой свершившихся явлений, от Андрея Платонова до Игоря Савельева, написан опус Юрия Горюхина «Пазл».

## Литературный процесс
Летом 1998 года возникло творческое объединение «Арт-Артель». Его президентом был избран известный уфимский бард, поэт Вячеслав Михайлов. С 2002 года под руководством уфимского поэта, писателя и драматурга Айдара Хусаинова действует уфимское литературное объединение (УФЛИ), объединяющее начинающих и уже печатающихся авторов. В 2003—2005 годах выходил литературный альманах «Универсум-Уфа» (главный редактор Ренарт Шарипов). В 2004—2005 годах, после многолетнего перерыва, возобновило свою работу поэтическое общество студентов, аспирантов Башкирского государственного университета (ныне Уфимский университет науки и технологий) «Тропинка». Руководитель — Любовь Каракуц-Бородина. С 2004 года в журнале «Бельские просторы» (главный редактор — Юрий Горюхин) регулярно публикуются стихи и проза уфимских авторов. Критические материалы, рецензии на произведения членов уфимских литературных объединений составляют основное содержание журнала «Гипертекст» (главный редактор — Кристина Абрамичева). Особое место в деле распространения произведений уфимских авторов занимает филолог, писатель, поэт Салават Вахитов. Возглавляемое им издательство «Вагант» при Башкирском государственном педагогическом университете (БГПУ) издало несколько десятков наименований книг уфимской прозы, драматургии и поэзии. Заметную роль в литературном процессе играет объединение «Тысячелистник» под руководством поэта Дмитрия Масленникова. По итогам конференции «Уфимская литература: итоги десятилетия» издательством «Вагант» был выпущен роскошный, богато иллюстрированный, каталог изданий, как учебно-методической, научной, справочной, так и художественной (проза, стихи, драматургия) литературы.

## Поэзия
Поэзия уфимских авторов многообразна. Большая часть её издана тремя сериями «Уфимская книга», «Места силы» (сост. Айдар Хусаинов) и «Supremum versus» (сост. Игорь Фролов). В первой вышли книги Алексея Кривошеева («Единорог», «Парадоксы и посвящения») и Николая Островского («Антитезы и пересечения»). Во второй — Галарины («Терруар одиночества»), Владимира Глинского («Улица меняет цвет»), Ларисы Керчиной («Моё кино»), Владислава Троицкого («Осколки»), Пауля Госсена («Мальчишник»), Рината Юнусова («Медленное небо»), Айдара Хусаинова («Ночные пловцы»), Александра Залесова («Свойства строки»). В третьей, кроме сборника Кривошеева «Свободное поздно», вышли стихи Дмитрия Масленникова («Пятое время года»), Марианы Плотниковой («Насекомия») и Светланы Чураевой («Прежде прежнего»). Существует ряд авторов, представленных подборками стихов в журнале «Бельские просторы» (Мария Леонтьева-Кучумова, Людмила Михайлова), а также предпочитающих публиковаться исключительно в авторских сборниках (Вячеслав Станинов), коллективных сборниках (Денис Павлов), или ещё не имеющих публикаций: Илья Гольд, Варвара Малыгина, Ирина Жигулёва. В 2021 году вышла книга одного из участников УФЛИ сезона 2002-03 гг. Кирилла Шапкина "Тонкая нить одиночества...".

## Проза
Современная уфимская проза представлена именами Игоря Фролова, автора книг «Вертолётчик» и «Теория танца», Всеволда Глуховцева («Штрафная дистанция», «Рой» — в соавторстве с Эдуардом Байковым), Ренарта Шарипова («Зло Валузии» [«Золото грифов»], «Меч Урала»), Эдуарда Байкова («Подлунные истории Урала»), Дениса Лапицкого («Глубокий Поиск: Тень Грядущего»), Игоря Савельева («Бледный город», «Когда мне было тридцать»), Юрия Горюхина («Встречное движение», «Канцелярский клей для Августа Мёбиуса», «Блок № 667»), Артура Кудашева («Кофе для чайников»), Рустема Вахитова («Конец графа Монте-Кристо»), Максима Яковлева («Сестра»), Александра Барановского («На закате прекрасной эпохи»), Спартака Басырова («Стена»), Камиля Зиганшина («Лохматый»), Дениса Павлова («Заколдованный мальчик») и т. д. В 2008 году повесть Фролова «Ничья» вошла в короткий лист премии Белкина. Рассказы Юрия Горюхина и Артура Кудашева удостаивались чести выходить в финал престижной литературной премии имени Юрия Казакова. Перу уфимского литератора и издателя Салавата Вахитова (Вагант Св.) принадлежит повесть «Люби меня всегда». Недавно были опубликованы тексты начинающих авторов: Евгения Рахимкулова («Мотылёк»), Александра Иликаева («Призрак девушки»). Пока ещё остаются известными в рукописях три повести Романа Файзуллина («Чёрная машина», «Долг», «Сульфозин, Анна и лезвие»). Особняком стоит постмодернистский экспериментальный роман Искандера Шакирова (Ихтика) «Анамнез декадентствующего пессимиста, или из „До свидания“ в „Прощай“…», в котором автор предпринял попытку создания гипертекстового пространства. К «уфимскому» периоду творчества также принадлежат несколько, публиковавшихся в номерах журнала «Бельские просторы», рассказов Ольги Шевченко, Лилии Габдрафиковой, Юлии Яхиной. Совершенно особое место в уфимской прозе заняла автобиографическая трилогия Константина Рольника (ч. 1. «Детство бунтаря»; ч. 2. «Не коричневый, но красный»; ч. 3. «Дым над парламентом»). Отрывки из первой части были опубликованы в журнале «Бельские просторы».

## Драматургия
В 2010 году в серии «Уфимские читки» были изданы пьесы Айдара Хусаинова («Без мужчин»), Галарины («Она — богиня, или биение сердца — блюз для бога»), Александра Иликаева («Кузнец Улас»). Пьесы Хусаинова «Бэндэбике и Ерен-сэсэн» и «Живые души» ставились на сцене, получали награды в конкурсах. Драмы Натальи Мошиной («Пуля», «Техника дыхания в безвоздушном пространстве») шли как в московских, так и в заграничных театрах. Определённый интерес представляет собой стихотворная стилизация Хусаинова «Саломея», в которой автор разрабатывает широко известный библейский сюжет.

## Журналистика
Важное место в контексте уфимской литературы занимает журналистка. Прежде всего, это критические и эссеистские материалы журналов «Гипертекст», «Бельские просторы» и информационно-публицистического еженедельника «Истоки». Ряд уфимских литераторов, журналистов и общественных деятелей в разное время вёл передачи на местном телевидении (программа Лилии Габдрафиковой «Книжный дом»). Уфимская (ныне московская) журналистка Регина Утяшева (её перу принадлежит ряд автобиографических и популяризаторских миниатюр в газетах «Версия», «Аргументы и факты», «Bonus», «Metro») вошла в короткий лист премии «Бала прессы 2009» в номинации «За верность теме» (серия репортажей, посвящённых культурной жизни Уфы, а также значимым общероссийским театральным и кинематографическим премьерам). Перу уфимского философа, писателя и поэта Рустема Вахитова, заместителя редактора журнала Башкирского отделения Российского философского общества «Философская мысль», принадлежат материалы о религии, массовой культуре, написанные со славянофильских и евразийских позиций. Близкую позицию занимает один из старейших русских писателей республики Михаил Чванов. В 2010 году журналом «Бельские просторы» была опубликована его большая статья «Неудобные мысли».

## Фантастическая, жанровая и коммерческая литература
«Перевал Миллера» Всеволда Глуховцева. Мистические рассказы и повести Дениса Павлова. Научно-фантастические произведения Дениса Лапицкого. Сборник «Фантастика Башкортостана» Расуля Ягудина. Литературное сообщество «Фантасофия».